# Burgstall Schanzenberg (Traitsching)
Der Burgstall Schanzenberg, auch Alte Schanze, Römerschanze genannt, ist eine abgegangene Wallburg auf dem 471 Meter hohen Gipfel des Schanzenbergs 60 Meter über dem Tal bei der Gemeinde Traitsching im oberpfälzischen Landkreis Cham in Bayern. Die Anlage wird als Bodendenkmal unter der Aktennummer D-3-6841-0027 im Bayernatlas als „frühmittelalterlicher Ringwall“ geführt. 
Funde und Form der Höhenburg mit großem Ringwall und Hanggraben weisen auf eine Entstehung um das Jahr 900 hin. Vermutlich diente die Burg dem Schutz einer wichtigen Straße vom Donauraum nach Böhmen. 